# Moralzarzal
Moralzarzal és un municipi de la Comunitat de Madrid. Limita amb Becerril de la Sierra al nord; amb El Boalo al nord-est; amb Manzanares el Real i Colmenar Viejo a l'est; amb Hoyo de Manzanares, Torrelodones i Galapagar, al sud; amb Collado Villalba i Alpedrete a l'oest; i amb Collado Mediano al nord-oest.